# Oakland (Illinois)
Oakland – miasto w Stanach Zjednoczonych, w stanie Illinois, w hrabstwie Coles.